# Beatrice Covassi
Beatrice Covassi (ur. 1 grudnia 1968 we Florencji) – włoska polityk i urzędniczka europejska, deputowana do Parlamentu Europejskiego IX kadencji.

## Życiorys
Ukończyła studia z zakresu porównawczego prawa administracyjnego na Uniwersytecie Florenckim, a także studia podyplomowe w Kolegium Europejskim w Brugii. Zawodowo związana z administracją Unii Europejskiej, gdzie zajęła się głównie kwestiami gospodarki cyfrowej i cyberbezpieczeństwa. Pracowała jako urzędniczka Dyrekcji Generalnej ds. Sieci Komunikacyjnych, Treści i Technologii, zajmowała m.in. stanowisko zastępczyni dyrektora działu. Była też radcą do spraw gospodarki cyfrowej w przedstawicielstwie UE w USA. W 2016 mianowana stałym przedstawicielem Komisji Europejskiej we Włoszech, funkcję tę pełniła do 2020.
W 2019 bez powodzenia kandydowała w wyborach europejskich z ramienia Partii Demokratycznej. Mandat posłanki do PE IX kadencji objęła w grudniu 2022. Przystąpiła do grupy Postępowego Sojuszu Socjalistów i Demokratów.